# Långviksfältet

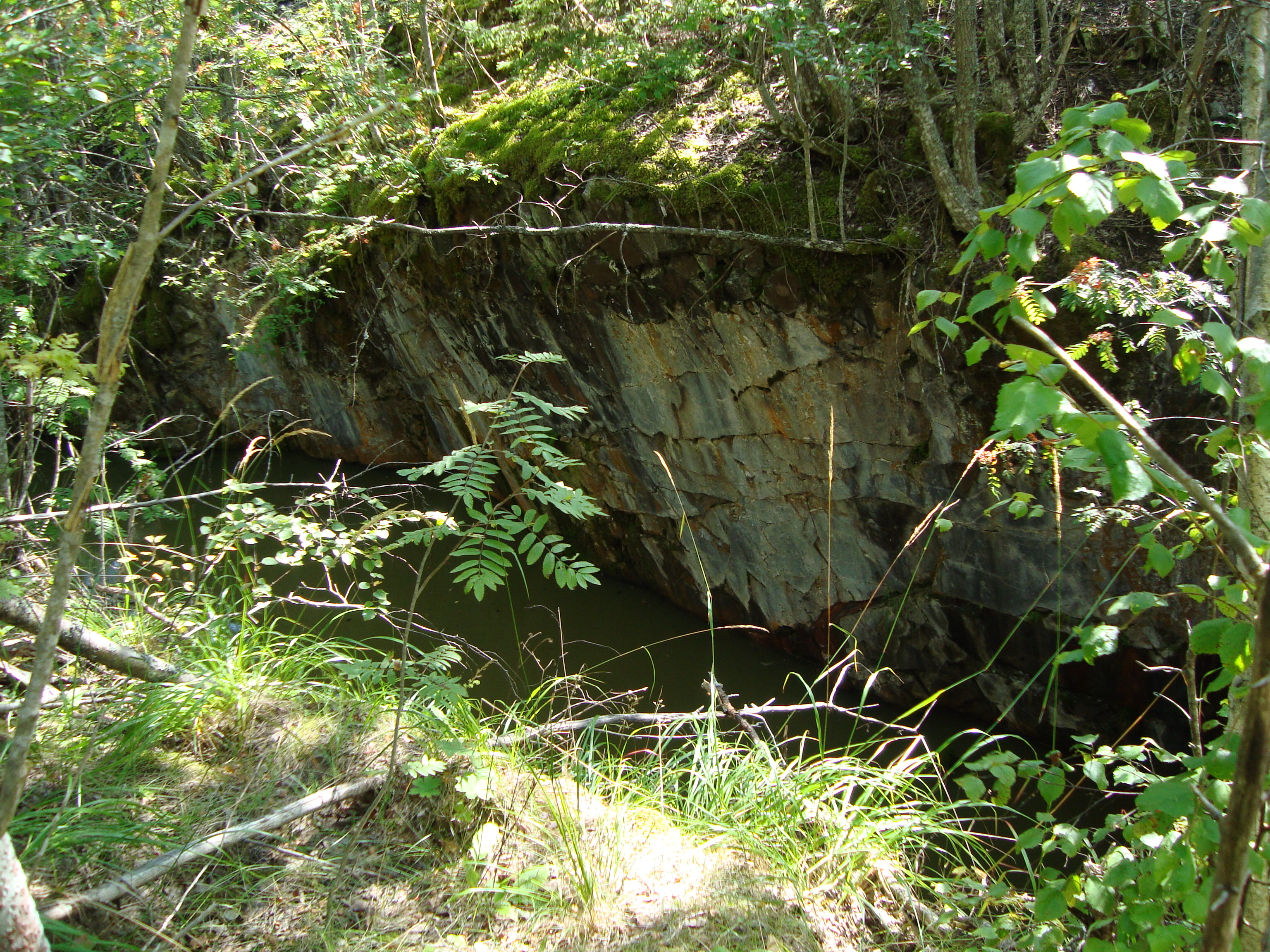
Finngruvan 2009

Långviksfältet är ett malmfält, med huvudsakligen järnmalm, i Hedemora kommun. Fältet är en del i ett malmstråk som även innefattar Holmgruvefältet och Haggruvefältet och ligger i före detta Garpenbergs socken nära Garpenbergs herrgård och -bruk. Fältet är ca 3,4 kilometer långt och sträcker sig från Emmagruvan i Skommarbo till Svartfjällsgruvan vid Svartfjällsjön. En linbana för malm gick från Långviksgruvorna till Garpenbergs station i Brattfors, vid den numera nedlagda Gruvgården-Fors Järnväg. Stora Långviks Grufveaktiebolag, som bland annat ägde Intrånget, fick sitt namn av fältet och var verksamt 1868–1911 och därefter som del i Bochumer Vererin GmbH tills de så kallade tyskgruvorna löstes in 1950. Första gången Långviksgruvorna omnämns är 1624 och gruvdriften upphörde helt på fältet 1904. Kommer man längs med bilvägen ligger Långviksgruvorna längs vägen från Ryllshyttan mot Garpenbergs herrgård och Fors, där man svänger upp mot Botbenning. Vid detta vägkors börjar förutom Botbenningsvägen även Holmgruvevägen, som går förbi Holmgruvan mot Haggruvefältet via Pålsbenningsvägen, som förbinder Haggruvefältet och Ryllshyttefältet. Såväl Holmgruvevägen som Pålsbenningsvägen byggdes av AK-arbetare friställda från gruvorna på 1930-talet.

## Gruvorna
Finngruvan, eller Norra Långviksgruvan var fältets djupaste gruva, med ett schaktdjup på 200 meter.  Andra gruvor i samma område är Stora Långviksgruvan (Södra Långviksgruvan) och Sydvästra Långviksgruvan. Idag finns där sju gruvhål, varav två fyllda med sopor och ris, några husgrunder och varphögar kvar. I detta område bröts magnetit och sulfidmalm.
I Ahltägtsgruvan (57 meter djup), något sydväst om detta område, bröts järnmalm. Idag finns två med sten igenfyllda gruvhål, ett dike och en husgrund, samt varp. Ytterligare lite sydväst låg järngruvorna Svartfjällsgruvan (73 meter djup) och Bostadsgruvan. Dessa består idag av fyra gruvhål, varav två har timmerfodringen kvar och två har rester av timmerfodring. Dessutom finns ett antal skärpningar (mindre brytningsplatser). Ett av gruvhålen är igenfyllt med sten och ris.

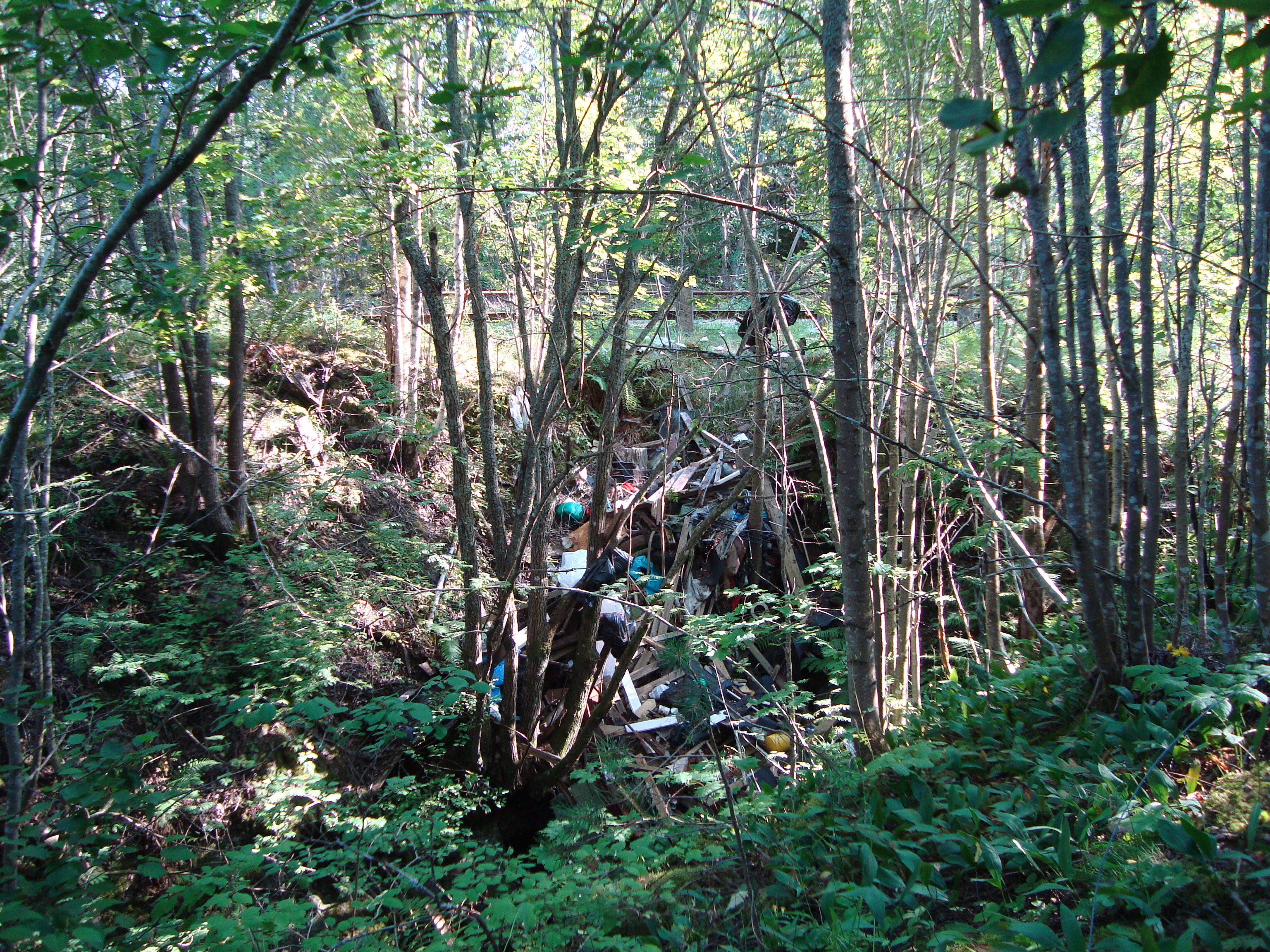
Sopor i ett av gruvhålen
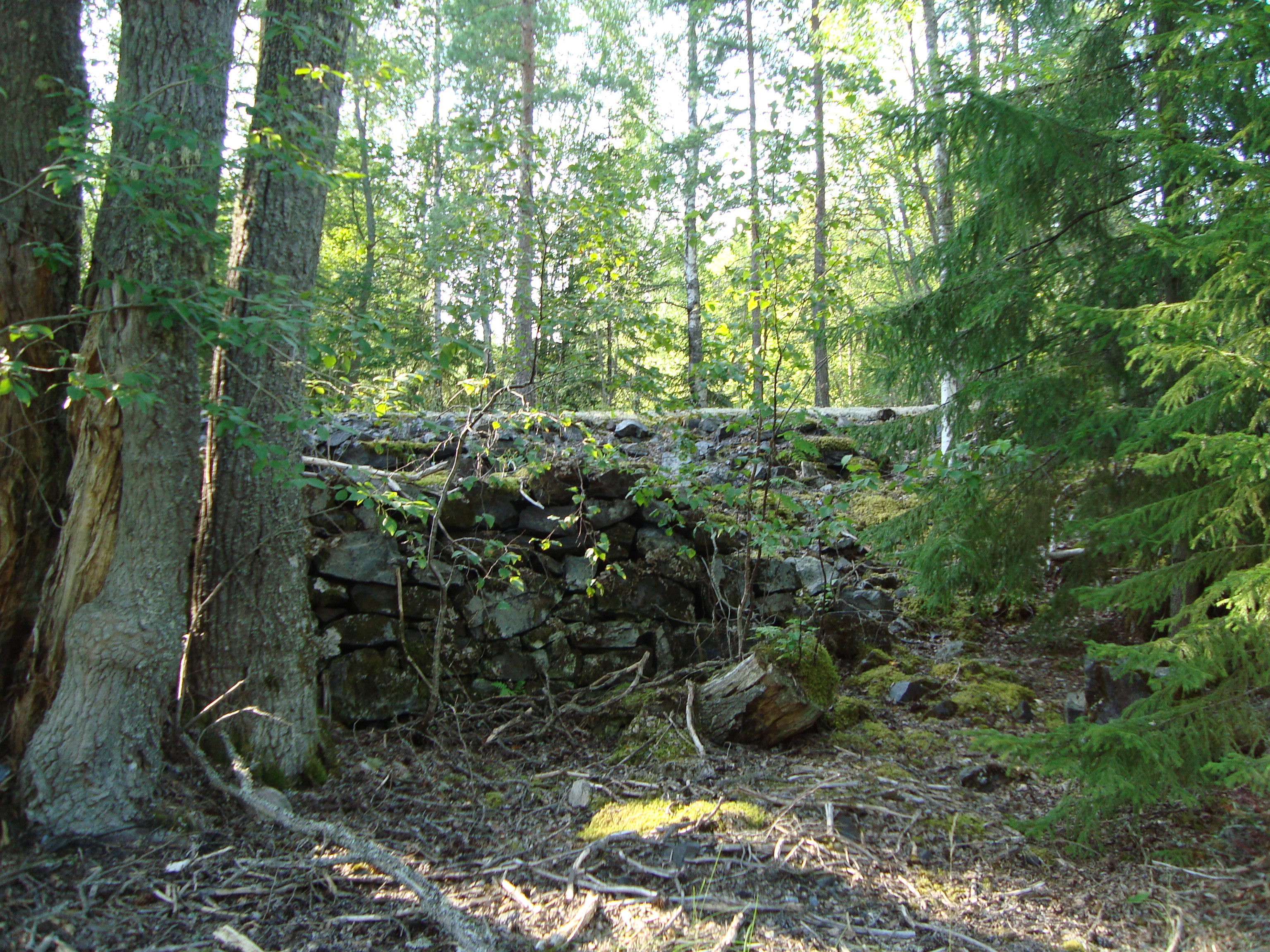
Rest av husgrund
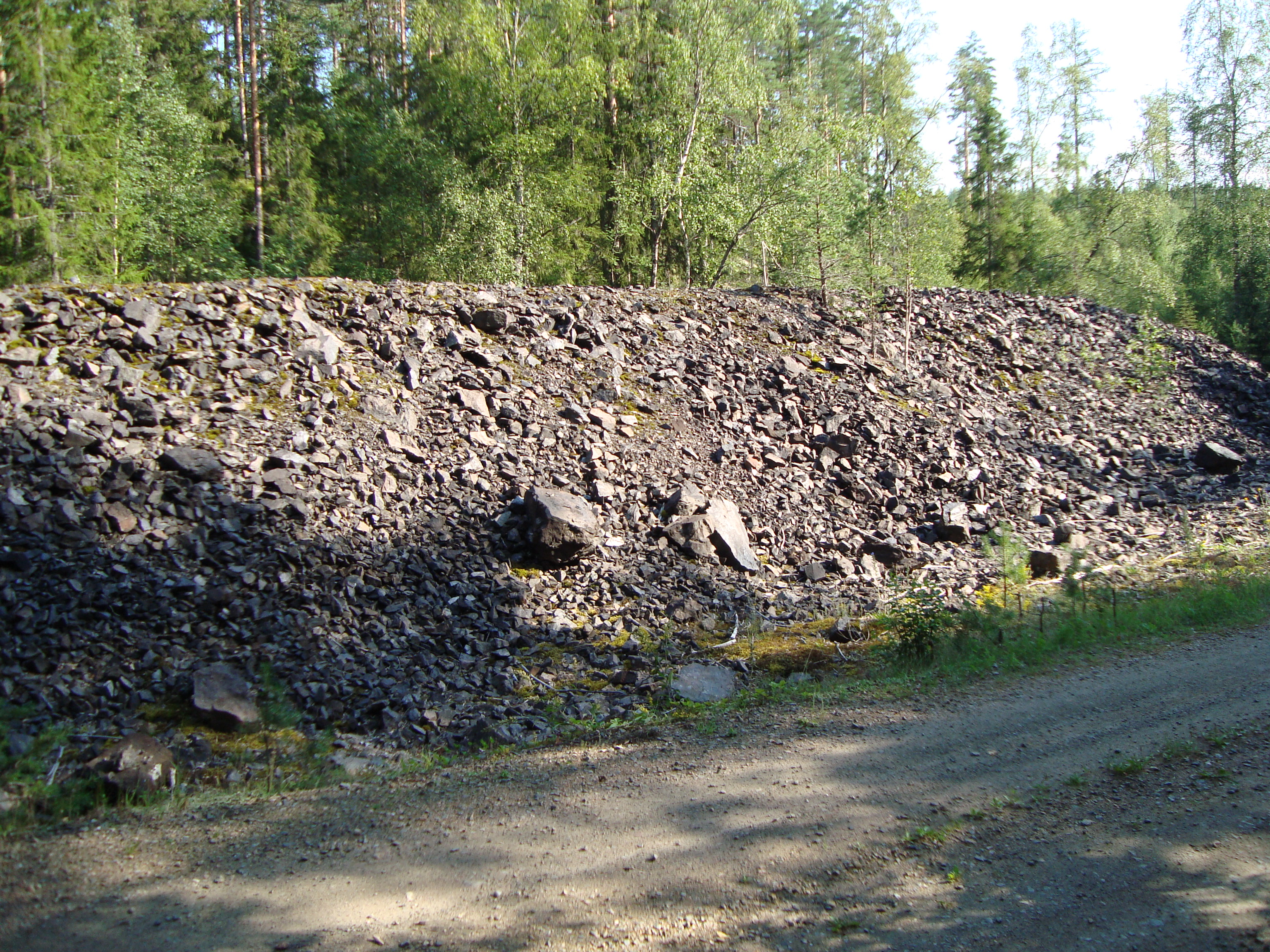
Skrotsten

- Wikimedia Commons har media som rör Långviksfältet.